# 皮埃尔·约瑟夫·博纳泰尔
皮埃尔·约瑟夫·博纳泰尔（法語：Pierre Joseph Bonnaterre，1752年—1804年9月20日）是一名法國動物學家，他為《百科全書和模式表》撰寫了關於鯨目、哺乳動物、鳥類、爬行動物、兩棲動物、魚類和昆蟲的章節。他也是第一位研究野孩子阿韋龍的維特的科學家。
博納泰爾確認了約25種新魚類，並在他的百科全書作品中收集約400種魚類的插圖。
他是第一位研究野孩子阿韋龍的維特的科學家，維克多的生平激發了法蘭索瓦·杜魯福拍攝電影《野孩子》的靈感。